# Jefferson Park Transit Center
Jefferson Park Transit Center es una estación en la línea Azul del Metro de Chicago. La estación se encuentra localizada en 4917 North Milwaukee Avenue en Chicago, Illinois. La estación Jefferson Park Transit Center fue inaugurada el 1 de febrero de 1970.  La Autoridad de Tránsito de Chicago es la encargada por el mantenimiento y administración de la estación. Los trenes en la estación operan las 24 horas al día.

## Descripción
La estación Jefferson Park Transit Center cuenta con 1 plataforma central, 1 plataforma lateral y 5 vías. 

## Conexiones
La estación es abastecida por las siguientes conexiones: 
- Rutas del CTA y Pace